# Leptogaster macedo
Leptogaster macedo är en tvåvingeart som beskrevs av Emile Janssens 1959. Leptogaster macedo ingår i släktet Leptogaster och familjen rovflugor. Inga underarter finns listade i Catalogue of Life.